# Isidor Schalit
Isidor Schalit (geboren 5. Juni 1871 in Nowosilky, Ukraine, Russisches Kaiserreich; gestorben 16. Januar 1954 in Tel Aviv, Israel) war ein österreichisch-israelischer Zahnarzt und früher Zionist.

## Leben
Isidor Schalit war ein Sohn des Angestellten Joseph Schalit und der Josefine Fischer, er hatte vier Geschwister, darunter der Komponist Heinrich Schalit. Er wuchs in Wien auf und studierte dort. 1889 wurde er Mitglied der Kadimah (Studentenverbindung). 1893 war er ihr Präses. Er lebte als Zahnarzt in Wien.
Er war Teilnehmer und leistete auch wichtige Vorarbeiten zum ersten Zionistenkongress, war erster "Secretär des Engeren Actionscomitees" in Wien (1897–1905), Mitarbeiter der zionistischen Zeitung Die Welt, seit 1905 Leiter der Zionistischen Organisation in Österreich. 
1905/1906 war er Organisator der jüdischen Autonomiebestrebungen im Zusammenhang mit der Wahlrechtsreform in Cisleithanien. Im Juli 1906 organisierte er den Krakauer Zionistentag und hatte bald leitende Funktionen in der daraufhin entstandenen Jüdischen Nationalpartei. 1907 wurde er auf dem VIII. Kongress ins große Aktionskomitee gewählt. Er kandidierte in der Leopoldstadt für den Reichsrat (Österreich). 
Beim Anschluss Österreichs 1938 konnte er noch nach Palästina fliehen. 1949 war er Sonderbeauftragter Israels für die Überführung der sterblichen Überreste Theodor Herzls, seiner Eltern und seiner Schwester dorthin.